# Leontopol
Leontopol(is) (grčki Λεόντων πόλις; zvan i Leonto (Λεοντώ), latinski Leontos Oppidum, egipatski Taremu) je bio grad u drevnom Egiptu, a danas se zove Tell al Muqdam. Nalazi se u središnjem dijelu delte rijeke Nila.

## Povijest
Leontopol je bio glavni grad 11. nome Egipta i vjerojatno je bio središtem faraonske moći za vrijeme 23. dinastije.
Na grčkome, ime znači Lavlji grad, a dobio je to ime od Grkâ prema nazočnosti hrama boga-lava Maahesa. Na tom području, štovalo se i božicu Sekmet, Maahesovu majku a i Bastet, Sekmetinu sestru. U hramu su bili smješteni lavovi u čast ovim božicama, koje predstavljaju kućne mačke, ali i lavove. 
Za vrijeme vladanja Ptolemeja VI. Filometora, židovski hram je sagrađen u Leontopolu. Dva stoljeća kasnije zatvoren je prema Vespazijanovoj zapovijedi.

## Vanjske poveznice
Leontopolis na Židovskoj enciklopediji